# سيزي
سيزي (من اللاتينية "Setia") هي بلدة وبلدية في مقاطعة لاتينا، وسط إيطاليا، تقع على بعد حوالي 65 كم جنوب روما وحوالي 10 كم من ساحل البحر الأبيض المتوسط. يتميز مركزها التاريخي بموقع مرتفع يطل على سهل بونتين. تعرف المنطقة بمناخها اللطيف منذ العصر الروماني، حيث يكون دافئًا وجافًا في الصيف وباردًا في الشتاء.

## التاريخ
وفقًا للأسطورة، أسس البطل الأسطوري هرقل المدينة بعد انتصاره على الليسريجونيين، وهم قبيلة من العمالقة آكلي لحوم البشر الذين كانوا يسكنون جنوب لاتسيو. يظهر شعار المدينة الأسد الأبيض، رمز انتصار هرقل في أولى مهامه.
ظهرت بلدة Setia التاريخية في القرن الخامس قبل الميلاد كجزء من مستوطنات الفولسكان، وأصبحت عضوًا في عصبة اللاتين. في عام 382 ق.م، أصبحت مستعمرة رومانية وازدهرت لموقعها التجاري والاستراتيجي قرب "بيدمونتانا" وطريق آبيا المؤدي إلى جنوب إيطاليا.
خلال الحروب الأهلية، دعمت سيتيه غايوس ماريوس، مما أدى لمعاقبتها من سولا في 82 ق.م. في العصر الإمبراطوري، اشتهرت سيتيه بفللها ونبيذها الفاخر الذي امتدحه كل من مارتيال وجوڤينال وشيشرون.
وفقًا للمؤرخ بلوتارخ، كان يوليوس قيصر ينوي تجفيف المستنقعات حول سيزي لتوسيع الأراضي الزراعية، إلا أنه اغتيل قبل تنفيذ خطته، التي ربما كانت تهدف لتطوير مزارع الكروم.
في العصور الوسطى، تعرضت سيزي لصعوبات بسبب قربها من الطرق الرئيسية، لكنها نالت الاستقلال في عام 956 وأصبحت بلدية مستقلة ذات قوانين خاصة. زارها عدة باباوات، مثل البابا غريغوري السابع والبابا لوشيوس الثالث.

## المعالم الرئيسية
لا تزال بعض جدران المدينة الأصلية قائمة، وهي مبنية من كتل حجرية كبيرة بتقنية البناء متعددة الأضلاع. هذا النمط يظهر أيضًا في عدة جدران من فترة لاحقة. وتضم المدينة كاتدرائية قوطية تعود للقرن الثالث عشر.
في أسفل التل، على مونتي تريفي، توجد بقايا فيلا رومانية، ويعود تاريخ التراسات إلى نهاية القرن الثاني قبل الميلاد.

## النقل
ترتبط سيزي بخط السكة الحديدية بين روما ونابولي، والطريق الرئيسي هو SS7، الذي يُعرف باسم طريق آبيا القديم.

## المدن الشقيقة
- كوزارمسلني، المجر، منذ 2004

## الروابط الخارجية
- [الموقع الرسمي](http://www.comune.sezze.lt.it)

1. ↑  GeoNames (بالإنجليزية), 2005, QID:Q830106